# ルイス・チャベス
ルイス・チャベス（Luis Chávez、1996年1月15日 - ）はメキシコ・チフアトラン出身の同国代表サッカー選手。FCディナモ・モスクワ所属。ポジションはMF。

## 経歴

### クラブ
2013-14シーズンにクラブ・ティフアナに加入するが出場機会はなかった。その後2シーズンかけてレギュラーの座を掴み取る。
2019-20シーズンよりCFパチューカに移籍した。
2023年8月24日、FCディナモ・モスクワへ移籍し、4年契約を結んだ。

### 代表
2022年4月27日、グアテマラ代表との親善試合でA代表デビュー。
2022 FIFAワールドカップを戦う本大会メンバーにも選出された。第3戦のサウジアラビア代表戦で直接フリーキックを決めたが、チームはグループステージ敗退した。

## プレースタイル
機動力に優れピッチの広範囲をカバーすることができるボールハンター。

## 代表歴

### 出場大会
- メキシコ代表
  - 2022 FIFAワールドカップ

### 試合数
- 国際Aマッチ 28試合 4得点（2022年-）[5]

| メキシコ代表 | 国際Aマッチ | 国際Aマッチ |
| 年           | 出場        | 得点        |
| ------------ | ----------- | ----------- |
| 2022         | 12          | 1           |
| 2023         | 16          | 3           |
| 2024         |             |             |
| 通算         | 28          | 4           |